# موتور علیرضا هاشمی فاریاب
موتور علیرضا هاشمی فاریاب، روستایی در دهستان گلاشکرد بخش مرکزی شهرستان فاریاب در استان کرمان ایران است.

## جمعیت
بر پایه سرشماری عمومی نفوس و مسکن در سال ۱۳۹۵، جمعیت این روستا برابر با ۲۲ نفر (۴ خانوار) بوده‌است.